# 速水熊太郎
速水 熊太郎（はやみ くまたろう、1865年6月1日（慶応元年5月8日）- 1904年（明治37年）10月20日）は、明治期の銀行家、政治家。衆議院議員。

## 経歴
紀伊国牟婁郡引本浦（三重県北牟婁郡引本浦、引本村、引本町大字引本浦、海山町を経て現紀北町）で、質屋の家に生まれる。普通学を修めた。
戸長、引本浦区会議員、引本町会議員、北牟婁郡参事会員、三重県会議員を務めた。実業界では、紀北商業銀行頭取、三重県農工銀行監査役に在任した。
1903年（明治36年）3月、第8回衆議院議員総選挙（三重県郡部、無所属）で初当選し、1904年（明治37年）3月の第9回総選挙（三重県郡部、無所属）でも再選され、衆議院議員に連続2期在任。議員在任中の1904年10月に死去した。